# Terra e Paixão
Terra e Paixão je brazilská telenovela produkovaná a vysílaná stanicí TV Globo od 8. května 2023 do 19. ledna 2024. V hlavních rolích hráli Cauã Reymond, Bárbara Reis, Johnny Massaro, Paulo Lessa, Débora Falabella, Agatha Moreira, Tony Ramos a Glória Pires.

## Obsazení

### Hlavní
- Cauã Reymond jako Caio Meirelles La Selva
- Bárbara Reis jako Aline Barroso Machado
- Johnny Massaro jako Daniel La Selva
- Paulo Lessa jako Jonatas dos Santos
- Débora Falabella jako Lucinda do Carmo Amorim
- Agatha Moreira jako Graça Borghin Junqueira
- Tony Ramos jako Antônio La Selva
- Glória Pires jako Irene Pinheiro La Selva
- Eliane Giardini jako Agatha Santini La Selva
- Tatá Werneck jako Anely do Carmo / Rainha Delícia
- Rainer Cadete jako Luigi San Marco[3]

### Vedlejší
- Débora Ozório jako Petra La Selva
- Ângelo Antônio jako Raul Andrade Amorim (Andrade)
- Leandro Lima jako Delegado Marino Guerra
- Jonathan Azevedo jako Odilon Tavares
- Leona Cavalli jako Gladys Borghin Junqueira
- Cláudio Gabriel jako Tadeu Junqueira
- Thati Lopes jako Berenice Aureliana (Berê)
- Alexandra Richter jako Berenice Ferreira (Nice)
- Maicon Rodrigues jako Rodrigo[4]
- Charles Fricks jako Ademir La Selva
- Tatiana Tiburcio jako Jussara Barroso Machado
- Camilla Damião jako Menah dos Santos
- Flávio Bauraqui jako Gentil dos Santos
- Igor Angelkorte jako Dr. Henrique Sampaio
- Gil Coelho jako César Verdelho
- Suyane Moreira jako Iraê Guató
- Renata Gaspar jako Mara Mamberti
- Inez Viana jako Angelina Assunção
- Jeniffer Dias jako Victória Castro
- Kizi Vaz jako Nina[5]
- Valéria Barcellos jako Luana Shine
- Bruna Aiiso jako Dr. Laurita Corrêa
- Daniel Munduruku jako Xamã Jurecê Guató
- Mapu Huni Kui jako Raoni Guató[6]
- Lourinelson Vladimir jako Elias Mamberti[7]
- Amaury Lorenzo jako Ramiro Neves
- Diego Martins jako Kelvin
- Tairone Vale jako Ruan Alves
- Natascha Stransky jako Silvia[8]
- Rafaela Cocal jako Yandara Guató[9]
- Márcio Tadeu jako Juvenal Mourão
- Natalia Dal Molin jako Graciara
- Letícia Laranja jako Flor da Conceição
- Paulo Roque jako Sidney
- Samir Murad jako Pablo Ozen
- Rafael Gualandi jako Enzo
- Edvana Carvalho jako Lúcia
- Merícia Cassiano jako Iná
- Ignácio Luz jako Fernando "Nando"
- Matheus Assis jako João Barroso Machado
- Felipe Melquiades jako Cristian Kuerton Andrade
- Maria Carolina Basilio jako Rosa
- Izabela Cardin jako Melina Gonzales
- Susana Vieira jako Cândida Rossini